# Euryopis mutoloi
Euryopis mutoloi là một loài nhện trong họ Theridiidae.
Loài này thuộc chi Euryopis. Euryopis mutoloi được Lodovico di Caporiacco miêu tả năm 1948.